# Beutal
Beutal település Franciaországban, Doubs megyében. Lakosainak száma 269 fő (2022. január 1.). Beutal Bretigney, La Prétière, Montenois és Longevelle-sur-Doubs községekkel határos.

## Népesség
A település népességének változása:
| Lakosok száma | 162  | 216  | 215  | 249  | 284  | 291  | 277  | 270  | 268  | 269  |
|               | 1968 | 1982 | 1990 | 2006 | 2013 | 2015 | 2017 | 2019 | 2020 | 2022 |